# Cerfennia tabida
Cerfennia tabida är en insektsart som först beskrevs av Gerstaecker 1895.  Cerfennia tabida ingår i släktet Cerfennia och familjen Flatidae. Inga underarter finns listade i Catalogue of Life.